# Erec
Erec is een Middelhoogduits epos van Hartmann von Aue dat is ontstaan rond 1180/90. Het werk geldt als de eerste Arthurroman in de Duitse taal en is in feite een vrije vertaling van het Oudfranse voorbeeld Erec et Enide van Chrétien de Troyes. De enige volledige versie van Erec is bewaard gebleven in het zogenaamde Ambraser Heldenbuch dat in 1510 voor keizer Maximiliaan I werd vervaardigd.
Daarnaast bestaan er ook nog kortere fragmenten van een duidelijk afwijkende en mogelijk oudere vertaling uit het Frans. Voor Hartmanns vertaling is Chrétien de Troyes waarschijnlijk niet de enige bron geweest, ook de Noorse Erex saga wordt genoemd. Thematisch kan men de Arthurromans rekenen tot de zogenaamde Matière de Bretagne volgens de indeling van Jean Bodel.